# Бадичани
Бадичани (рум. Bădiceni) — село в Молдові у Сороцькому районі. Адміністративний центр однойменної комуни, до складу якої також входить село Григорівка.